# Johan Colón
Pour les articles homonymes, voir Colon.
Colón  Buelvas est un nom espagnol. Le premier nom de famille, en général paternel, est Colón ; le second, en général maternel, souvent omis, est Buelvas.
Johan Antonio Colón Buelvas (né le 26 août 1995 à Sincelejo) est un coureur cycliste colombien. Bon sprinteur, il compte notamment plusieurs victoires dans des courses du calendrier national colombien. 

## Palmarès sur route

### Par année
- 2015
  - 3e étape du Tour du Zulia
- 2017
  - 5e étape du Tour du Michoacán
- 2018
  - 2e étape de la Vuelta a Antioquia
- 2019
  - 1re étape du Clásico RCN
- 2021
  - 2e étape de la Vuelta a Antioquia
  - 8e étape du Clásico RCN
- 2022
  - 1re étape du Tour du Táchira
  - 1re et 2e étapes de la Vuelta al Tolima
  - 1re étape de la Clásica de Rionegro
  - 2e étape de la Vuelta a Antioquia
  - 1re étape du Clásico RCN
- 2023
  - 5e étape de la Vuelta al Tolima
  - 1re étape du Tour de Colombie
  - 1re étape de la Vuelta al Sur-Tolima a Huila
- 2024
  - 5e étape de la Vuelta al Tolima
  - 5e étape de la Vuelta a Antioquia
- 2025
  - 2e étape de la Copa Ángel Zapopan Romero
  - Vuelta Delicias :
    - Classement général
    - 3e étape

### Classements mondiaux
| Année            | 2018   | 2019 | 2020 | 2021 |
| ---------------- | ------ | ---- | ---- | ---- |
| UCI Europe Tour  | 1 787e |      |      |      |
| UCI America Tour |        |      |      | 395e |

## Palmarès sur piste

### Championnats nationaux
- Cali 2022
  -  Médaillé d'or de la poursuite par équipes (avec Marvin Angarita, Julián Osorio, Brayan Sánchez et Juan Esteban Arango)[3].
  -  Médaillé d'or de la course aux points[4].
- Medellín 2024
  -  Médaillé d'or de la poursuite par équipes (avec Juan Esteban Arango, Anderson Arboleda, Weimar Roldán et Alejandro Osorio)[5].